# Hegetotherium
Hegetotherium è un genere estinto di mammiferi notoungulati, appartenente ai tipoteri. Visse tra il Miocene inferiore e il Miocene medio (circa 22 - 14 milioni di anni fa) e i suoi resti fossili sono stati ritrovati in Sudamerica.

## Descrizione
Questo animale doveva assomigliare a un grosso roditore. Il cranio poteva superare una decina di centimetri di lunghezza, e l'animale intero poteva raggiungere la taglia di un tasso. 
Il cranio era abbastanza alto e le apofisi postorbitali delle ossa frontali erano ben sviluppate, cosicché l'orbita era quasi chiusa posteriormente. L'arcata zigomatica era robusta. La bolla uditiva era divisa in due cavità: quella laterale e quella mesiale, divise da una sorta di parete che lasciava aperto un largo passaggio. La crista tympanica era ben sviluppata e il solco timpanico era grande. 
Gli incisivi superiori mediani erano molto grandi, privi di radice, dotati di smalto solo all'esterno, obliqui e convergenti in avanti. Gli altri incisivi e i canini erano cilindrici, verticali e dotati di piccoli diastemi tra l'uno e l'altro. I premolari superiori erano via via sempre più molariformi, e il terzo e il quarto erano ipsodonti (a corona alta) proprio come i veri molari. Nella mandibola le prime due paia di incisivi erano molto grandi, con smalto all'esterno, protesi in avanti e privi di radice. Il terzo incisivo, il canino e il primo premolare erano piccoli e cilindrici. Terzo e quarto premolare erano molariformi e, come per i molari, erano dotati di un notevole solco che separava i denti in due lobi.
L'omero era molto compresso lateralmente, e l'articolazione distale assomigliava a quella dei tipoteri miocenici come Protypotherium. Esisteva un forame entepicondilare; ulna e radio, separati, erano dritti e slanciati. Il femore era robusto, mentre tibia e perone erano coossificati alle estremità. Il piede era tetradattilo, e il terzo dito era il più lungo.

## Classificazione
Il genere Hegetotherium venne descritto per la prima volta da Florentino Ameghino nel 1887, sulla base di resti fossili ritrovati in Argentina in terreni del Miocene medio; la specie tipo è Hegetotherium mirabile. Altre specie attribuite a questo genere sono H. anceps, H. andinum, H. cerdasensis, H. convexum, H. costatum, H. cuneatum, H. minum, H. strigatum, tutte provenienti da terreni del Miocene inferiore-medio e distribuite in vari giacimenti dell'Argentina ma anche di Cile, Bolivia e Uruguay. Revisioni più recenti hanno indicato che le precedenti specie sarebbero da ascrivere alla specie tipo, e le uniche specie valide di questo genere sarebbero H. mirabile e H. novum (Seoane e Cerdeno, 2019).
Hegetotherium è il genere eponimo del sottordine Hegetotheria e della famiglia Hegetotheriidae; questo gruppo di mammiferi notoungulati sviluppò nel corso di milioni di anni una morfologia vagamente simile a quella dei lagomorfi dei continenti settentrionali, pur non essendo imparentati con essi. In particolare, Hegetotherium rappresenta una morfologia più robusta rispetto ad altri animali simili come Propachyrucos, più simili a conigli e lepri, ed è il membro tipico della sottofamiglia Hegetotheriinae, comprendente anche Hemihegetotherium.

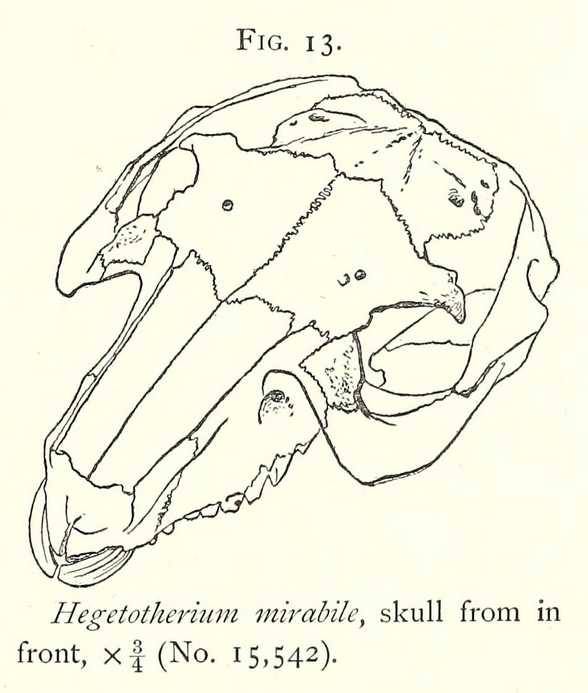
Cranio di Hegetotherium mirabile

## Paleoecologia
Benché per molti anni Hegetotherium sia stato accostato ai conigli e alle lepri come stile di vita, studi più recenti hanno indicato che questo animale potrebbe aver occupato una nicchia ecologica completamente differente. Lo studio della morfologica cranica e dentaria di Hegetotherium mirabile ha infatti indicato che questo animale potrebbe essersi nutrito di larve xilofaghe e di altri organismi che trovava all'interno dei rami e dei tronchi, che venivano spezzati dai potenti incisivi anteriori. Questo stile di vita si riscontra anche in due mammiferi odierni, l'aye aye del Madagascar e il marsupiale Dactylopsila, ma è stato proposto anche per altri due gruppi di mammiferi estinti, gli apatoteri del Paleogene e l'enigmatico marsupiale Yalkaparidon dell'Australia. 
Questi animali sono stati indicati come "picchi mammaliani", e sono tutti dotati di una serie di caratteristiche morfologiche come incisivi enormi e a crescita continua, molari adatti ad avere un margine costantemente tagliente, una clinorinchia esagerata, profonde arcate zigomatiche e un muso corto. Benché Hegetotherium condividesse con gli altri "picchi mammaliani" tutte queste caratteristiche, era sprovvisto di alcuni adattamenti che garantiscono ai picchi mammaliani uno stile di vita arboricolo e notturno, ed è quindi probabile che Hegetotherium occupasse una nicchia ecologica diurna, da animale corridore che si nutriva di larve e insetti all'interno di tronchi e alberi caduti (McCoy e Norris, 2012).